# Derek Bevan
William Derek Bevan (Clydach, 3 de septiembre de 1947) es un exárbitro de rugby británico. Representó a la Unión Galesa de Rugby de 1984 a 2000 y arbitró la final de la Copa Mundial de Inglaterra 1991.

## Biografía
Reside en Port Talbot y allí trabajó como oficial de entrenamiento para la división de productos químicos de BP, actualmente está jubilado.
En 1995, en un banquete realizado por la Unión Sudafricana de Rugby tras la conclusión de la III Copa Mundial, fue descrito como «el árbitro más maravilloso y destacado del mundo». El presidente de la SARU Louis Luyt, quien lo elogió públicamente, le regaló un reloj de oro con un valor estimado en £ 1000 (libras esterlinas) pero Bevan lo rechazó; salió junto con los otros funcionarios presentes y luego dijo: «Era algo de lo que puedo prescindir. Podría malinterpretarse y si ese es el caso, dejar un sabor amargo», debido a su participación en la reciente final ganada por los Springboks.
En 2000 fue nombrado miembro de la Orden del Imperio Británico, por sus servicios al deporte, en los honores de cumpleaños de la reina Isabel II.

## Carrera
Inició dirigiendo en la Copa de Gales, eventualmente arbitrando la final en cuatro ocasiones, la Premier Division desde 1990 y la Rugby Football Union lo sumó a la Anglo-Welsh Cup por su destacada justicia.
Arbitró su primer partido de prueba el 22 de abril de 1984, un duelo entre la Azzurri y Rumania, en el FIRA Trophy 1983-84 y su última aparición internacional fue en la prueba entre Italia y el XV del Trébol por el inaugural Torneo de las Seis Naciones 2000.
Mantuvo el récord galés de mayor número de partidos internacionales arbitrados, un total de 44, hasta que Nigel Owens lo superó en 2013.

### Copa del Mundo
Arbitró un total de once partidos de la Copa del Mundo, iniciando con dos pruebas en la inaugural Nueva Zelanda 1987 por la primera fase; All Blacks vs. Fiyi (Grupo C) y Les Bleus vs. Zimbabue (Grupo D).
En Inglaterra 1991 arbitró tres pruebas: Les Bleus vs. Fiyi (Grupo D), Escocia vs. Samoa (Cuartos de final) y la final entre la Rosa y los Wallabies.
En Sudáfrica 1995 estuvo a cargo del partido inaugural entre los Springboks y los Wallabies, los cuartos de final All Blacks vs. Escocia y las semifinales Springboks vs. Les Bleus. Además, fue uno de los jueces de touch en la final.
Finalmente, en Gales 1999 arbitró tres pruebas: All Blacks vs. Tonga (Grupo B), Francia vs. los Pumas y la semifinal entre Springboks y Wallabies.

### Profesionalismo
Con la apertura del rugby al profesionalismo en 1995, se convirtió en árbitro de la Copa de Campeones. Su mayor hito fue hacerse cargo de la final de la Copa Heineken 1996–97, un duelo entre Brive-Corrèze francés y los ingleses Leicester Tigers.
Desde su retiro del arbitraje en el campo, trabajó como oficial de partidos de televisión (TMO). Finalmente se retiró de toda actividad en mayo de 2016.